# Левик Богдан Степанович
Левик Богдан Степанович — доктор історичних наук, габілітований професор, директор Регіонального науково-освітнього центру «Голодомор, Голокост: міжнаціональний діалог» при Національному університеті «Львівська політехніка».

## Освіта
- У 1984 р. — закінчив Львівський медичний інститут.
- У 1995 р. —  Львівський національний університет ім. Івана Франка, юридичний факультет.

Стажувався у Великій Британії, Туреччині, Словенії, Хорватії.
Полковник запасу.
- У 2010 р. — захистив кандидатська дисертація на тему: «Розвиток концепції національної безпеки і оборони України в програмних документах українських політичних партій в період 1992—2009 рр. (воєнно-історичний аспект)», спеціальність — військова історія.
- У 2016 р. — захистив докторську дисертацію на тему: «Пострадянські республіки в умовах геополітичних викликів наприкінці ХХ — початку ХХІ ст.», спеціальність — всесвітня історія.

## Наукові зацікавлення
- Геополітика, національна безпека, військова історія, політологія, міжнародні відносини, юриспруденція.
- Історія Львова та Львівської політехніки періоду 1939-1953 рр., етнічні групи Львова у новітній період.

## Професійна діяльність
Науково-дослідницька робота за державними бюджетними темами «Сучасне громадянське і суспільно-політичне забезпечення національних інтересів України за міжнародними стандартами», «Формування об'єднавчих програм українських політичних партій та об'єднань в умовах багатопартійності» (2007-2012 рр.).
Досліджує національно-безпекову та військову політику, сучасні системи забезпечення національних інтересів.
Провадив законотворчу діяльність у Верховній Раді України, помічник-консультант народних депутатів.
Бере участь у міжнародних та всеукраїнських науково-практичних конференціях.

## Основні публікації
Понад 60 наукових публікацій з проблем національної безпеки в українських фахових та науково-метричних виданнях.

### Монографії
1. Левик Б.С. Військова безпека пострадянських республік 1991–2011 рр.: [монографія] / Богдан Левик.  Львів: Видавництво Львівської політехніки, 2012.  380 с.
2. Левик Б.С. Пострадянські республіки Центральної Азії в умовах геополітичних викликів наприкінці ХХ — початку ХХІ ст. ст.: [монографія]/ Б. С. Левик.  Донецьк: ТОВ «Східний видавничий дім», 2014. 188 с.
3. Левик Б.С. Балто-Чорноморський регіон: сучасний потенціал та перспективи.: [монографія] /Б.С. Левик. — Маріуполь: ТОВ «Східний видавничий дім», 2015. 244 с.
4. Левик Б. Арутюнов Т. Вірмени в історії Львова. Львів. 2021. 352 с.
5. Левик Богдан. Формування військово-оборонного комплексу незалежної України 1991-2013 років: стратегічна невизначеність. С. 686-724. Росія-Україна: зради, союзи, війни. Інститут українознавства ім. І. Крип’якевича. Львів. Видавництво «Астон». 2022. 797 с.
6. Левик Б.С. Білі плями історії Львівської політехніки: у 6-ти кн. Львів. Сполом, 2024. [Книга 1]: Державні технічні курси на базі Львівської політехніки 1942-1944 років: монографія. 2024. 248 с.
7. Левик Б.С. Білі плями історії Львівської політехніки: у 6-ти кн. Львів. Сполом, 2024. [Книга 2]: Радянські репресії проти польських викладачів та студентів Львівської політехніки у 1939–1941 роках: мовою архівних документів НКВС: дослідження. 2024. 168 с.
8. Левик Б.С. Шиманський А.В. Білі плями історії Львівської політехніки: у 6-ти кн. Львів. Сполом, 2024. [Книга 3]: Спроба радянізації Львівського політехнічного інституту 1939–1941 рр.: дослідження, – 2024. – 208 с.
9. Левик Б. Білі плями історії Львівської політехніки: у 6-ти кн. Львів. Сполом, 2024. [Книга 4]: Українські студенти Львівської політехніки – розстріляні, репресовані, зниклі без вісти. Вересень 1939 – червень 1941 рр.: дослідження. 2024. 120 с.
10. Левик Б. Білі плями історії Львівської політехніки: у 6-ти кн. Львів. Сполом, 2024. [Книга 5]: Польські професори Львівської політехніки, репресовані у 1944–1946 роках. За матеріалами архівних кримінальних справ СБУ. Монографія. 2024. 247 с.
11. Левик Б. Білі плями історії Львівської політехніки: у 6-ти кн. Львів. Сполом, 2024. [Книга 6]: Антирадянські підпільні студентські групи у Львівській політехніці в повоєнні роки. За матеріалами Галузевого державного архіву Служби безпеки України: дослідження. 212 с.

### Наукові фахові і науково-метричні статті
1. Левик Б.С. Досвід європейських країн під час входження у міжнародну систему колективної безпеки на шляху до вступу до НАТО./ Б.С. Левик // Вісник національного університету «Львівська політехніка». Держава і армія. Відп. ред. Л. Дещинський. Львів.: Видавництво Національного університету «Львівська політехніка». 2008. № 634. С. 172-180.
2. Левик Б.С. Історичний аналіз допомоги конгресу США країнам-претендентам до вступу у НАТО в період 1994-2007 рр./ Б.С. Левик // Збірник наукових праць Львівського регіонального інституту державного управління Національної академії державного управління при Президентові України. Ефективність державного управління./За загальною редакцією члена-кореспондента НАН України В. С. Загорського — Львів.: Видавництво Львівського регіонального інституту державного управління Національної академії державного управління при Президентові України. 2008. № 16/17. С. 247-255.
3. Левик Б.С., Компанець І.В. Євроатлантична інтеграція України: досвід країн Центрально-Східної Європи./ І.В. Компанець, Б.С. Левик // Збірник наукових праць Інституту українознавства ім. І. Крип’якевича НАН України. Україна: культурна спадщина, національна свідомість, державність. /Під редакцією Я. Ісаєвича. Львів.: Видавництво Інституту українознавства ім. І. Крип’якевича НАН України. 2008.  № 17. С.475-484.
4. Берко П.Г., Левик Б.С. Іван Франко: системність світоглядних засад./ П.Г. Берко, Б.С. Левик // Збірник наукових праць Криворізького державного педагогічного університету. Актуальні проблеми духовності./ Від. редактор. Шрамко Я.В. Кривий Ріг.: Видавництво «Видавничий дім». 2009. № 10. С.237-247.
5. Левик Б.С. Загроза національній безпеці в інформаційній сфері. / Б.С. Левик // Збірник наукових праць Військового інституту Київського національного університету ім. Тараса Шевченка./ Під редакцією С. Ленкова. Видавництво військового інституту Київського національного університету ім. Тараса Шевченка. К.:2009. № 22. С.145-152.
6. Левик Б.С. Країни Центральної та Східної Європи, їх історичний досвід у вирішенні питання національної безпеки через входження до НАТО./ Б.С. Левик // Збірник наукових праць Прикарпатського національного університету ім. В. Стефаника. Видавництво Прикарпатського національного університету ім. В. Стефаника. Галичина. Івано-Франківськ.: 2009. № 15/16. С.171-177.
7. Левик Б.С. Християнська мораль у сучасному українському суспільстві / Б.С. Левик // Збірник наукових праць Інституту українознавства ім. І. Крип’якевича НАН України. Україна: культурна спадщина, національна свідомість, державність. / Під редакцією Я. Ісаєвича. Львів.: Видавництво Інституту українознавства ім. І. Крип’якевича НАН України. 2009.  № 19. С. 263 -271.
8. Левик Б.С. Історичний досвід зарубіжних країн у політичному забезпеченні національної безпеки і оборони у новітній період. / Б.С. Левик // Вісник національного університету «Львівська політехніка» Держава та армія. Львів.: Видавництво «Львівська політехніка». 2011. № 693. С. 234-239.
9. Левик Б.С. Військова безпека Латвійської Республіки після розпаду СРСР та у нових історичних умовах. / Б. С. Левик // Наукові записки. Серія: Історія./ за заг. ред. проф. І. С. Зуляка. Тернопільський національний педагогічний університет імені Володимира Гнатюка. Тернопіль.: Вид-во ТНПУ ім. В. Гнатюка. 2011. Випуск 2. С.184-192.
10. Левик Б.С. Дослідження питань військової безпеки України у захищених роботах спеціалізованої вченої ради К. 35.052.15 за спеціальністю військова історія (історичні науки) Національного університету «Львівська політехніка» (1992-2011 рр.) / Б.С. Левик // Вісник національного університету «Львівська політехніка» "Держава та армія". Львів.: Видавництво «Львівська політехніка». 2012. № 724. С.228-234.
11. Левик Б.С. Формування Збройних сил Латвії у нових геополітичних умовах. / Б.С. Левик // Аналітично-інформаційний журнал «Схід» (економіка, історія, філософія). ISSN 1728-9343/ Донецьк: ТОВ «Східний видавничий дім», 2011. № 7 (114) листопад-грудень. С. 120-125.
12. Левик Б.С. Збройні сили Республіки Естонія у новітній період історії (1991-2011 рр.) / Б.С. Левик // «Труди університету». Збірник наукових праць. Національний університет оборони України. К.: 2012. № 1 (107). Інв. № 45088. С. 242-252.
13. Левик Б.С. Становлення військової безпеки Азербайджану та його військової організації в пострадянський період / Б.С. Левик // Аналітично-інформаційний журнал «Схід» (економіка, історія, філософія). Донецьк.: ТзОВ «Східний видавничий дім», 2011. С. 115-121.
14. Левик Б.С. Державне забезпечення військової безпеки незалежної України: військово-історичний аналіз / Б.С. Левик // Наукові записки Тернопільського національного педагогічного університету ім. Володимира Гнатюка. Серія: Історія/ За загал. ред. проф. І.С. Зуляка. Тернопіль.: Вид-во ТНПУ ім. В. Гнатюка, 2012. Випуск 1. С. 160-166.
15. Левик Б.С. Військова безпека Азербайджану у пострадянський період. / Б.С. Левик // «Труди університету». Збірник наукових праць. Національний університет оборони України. К.: 2012. № 4 (110). Інв. № 12182. С. 210-217.
16. Левик Б.С. Створення Військово-морського флоту незалежної України / Богдан Левик // Вісник Прикарпатського університету. Історія. Івано-Франківськ.: Прикарпатський національний університет імені Василя Стефаника, 2012. Вип. 21. С. 73-78 (233 с.).
17. Левик Б.С. Військова безпека Грузії у період 1991-2011 рр. / Б.С. Левик // Наукові записки Національного університету «Острозька академія»: Історичні науки. Острог: Національний університет «Острозька академія», 2012. Вип. 19. С. 421-433.
18. Левик Б.С. Військово-політичне забезпечення становлення Збройних Сил України 1991-1992 рр. (за матеріалами Державного галузевого архіву МОУ) / Б.С. Левик // Аналітично-інформаційний журнал «Схід». Донецьк.: Український культурологічний центр. 2012. № 3 (117) травень-червень. С.96—102.
19. Левик Б.С. Військова безпека у захищених дисертаційних роботах за спеціальністю військова історія у Національному університеті «Львівська політехніка» 1992–2011 рр. / Б.С. Левик // Воєнна історія Середньої Наддніпрянщини. Збірник наукових праць. К., 2012. С. 777-782.
20. Левик Б.С. Україна і Росія — сучасний військово-історичний вимір / Б.С. Левик // Аналітично-інформаційний журнал «Схід». Донецьк.: Український культурологічний центр, 2012. № 4 (118). С. 98-105.
21. Левик Б.С. Формування Збройних Сил Республіки Білорусь після розпаду СРСР. Наукові записки Тернопільського національного педагогічного університету імені Володимира Гнатюка. Серія: Історія / За заг. ред. проф. І. С. Зуляка. Тернопіль.: Вид-во ТНПУ ім. В. Гнатюка, 2012. Вип. 2. С.176-181 (303 с.).
22. Левик Б.С. Військово-політична захищеність республіки Білорусь після 1991 р. Україна-Європа-Світ. Міжнародний збірник наукових праць. Серія: Історія, міжнародні відносини / Гол. ред. Л. М. Алексієвець. Вип. 10. Тернопіль.: Вид-во ТНПУ ім. В. Гнатюка, 2012. С. 230-237 (482 с.).
23. Левик Б.С. Військова безпека України: історично-проблемний аналіз / Б.С. Левик // Воєнна історія. К., 2012.  № 1 (61). С. 77-85.
24. Левик Б.С. Військова політика Республіки Молдова / Б.С. Левик // Аналітично-інформаційний журнал «Схід» (економіка, історія, філософія). ISSN 1728-9343/. Донецьк.: Український культурологічний центр, 2012. № 5 (119).  С. 111-115.
25. Левик Б.С. Формування армії Республіки Казахстан у пострадянський період / Б.С. Левик// Аналітично-інформаційний журнал «Схід» (економіка, історія, філософія). ISSN 1728-9343/. Донецьк.: Український культурологічний центр, ТОВ «Східний видавничий дім», 2012. № 6 (120). C. 113-117.
26. Левик Б.С. Узбекистан у пошуку військово-політичної стратегії в умовах геополітичних викликів / Б.С. Левик // Аналітично-інформаційний журнал «Схід» (економіка, історія, філософія). ISSN 1728-9343/. Донецьк.: Український культурологічний центр, ТОВ «Східний видавничий дім», 2013. № 4 (124). С. 139-147.
27. Левик Б.С. Таджикистан на шляху до воєнно-політичної стабільності / Б.С. Левик // Аналітично-інформаційний журнал «Схід» (економіка, історія, філософія). ISSN 1728-9343/. Донецьк.: Український культурологічний центр, ТОВ «Східний видавничий дім», 2013. № 5 (125). С. 137-145.
28. Левик Б.С. Туркменістан — нова постійно нейтральна держава Центральної Азії / Б.С. Левик // Аналітично-інформаційний журнал «Схід» (економіка, історія, філософія). ISSN 1728-9343/. Донецьк.: Український культурологічний центр, ТОВ «Східний видавничий дім», 2013. № 6 (126). С. 217-225.
29. Левик Б.С. Киргизстан — повернення на російську орбіту / Б.С. Левик // Аналітично-інформаційний журнал «Схід» (економіка, історія, філософія). ISSN 1728-9343/. Донецьк.: Український культурологічний центр, ТОВ «Східний видавничий дім», 2014. № 1 (127). С.142-149.
30. Левик Б.С. Геополітика нових незалежних держав Центральної Азії у пострадянський період / Б.С. Левик // Аналітично-інформаційний журнал «Схід» (економіка, історія, філософія). ISSN 1728-9343/. Донецьк.: Український культурологічний центр, ТОВ «Східний видавничий дім», 2014. № 2 (128). С. 85-91..
31. Левик Б.С. Чорноморський флот Російської Федерації у російсько-українських відносинах (пострадянський період). / Б.С. Левик // Аналітично-інформаційний журнал «Схід» (економіка, історія, філософія). ISSN 1728–9343/. Донецьк.: Український культурологічний центр, ТОВ «Східний видавничий дім», 2014. № 3 (129). С. 48-53.
32. Левик Б.С. Участь пострадянських республік у миротворчих операціях ООН та НАТО. / Б.С. Левик // Аналітично-інформаційний журнал «Схід» (економіка, історія, філософія). ISSN 1728-9343/. Донецьк: Український культурологічний центр, ТОВ «Східний видавничий дім», 2014. № 4 (130). С. 84-91.
33. Левик Б.С. Концепція Балто-Чорноморського Союзу і пострадянський простір / Б.С. Левик // Аналітично-інформаційний журнал «Схід» (економіка, історія, філософія). ISSN 1728-9343/. Донецьк: Український культурологічний центр, ТОВ «Східний видавничий дім», 2014. № 5 (131). С. 80-84.
34. Левик Б.С. Геополітичне становище посткомуністичної Росії / Б.С. Левик // Аналітично-інформаційний журнал «Схід» (економіка, історія, філософія). ISSN 1728–9343/. Донецьк: Український культурологічний центр, ТОВ «Східний видавничий дім», 2014. № 6 (132). С. 72-77.
35. Левик Б.С. Забезпечення національних інтересів Польщі у сфері безпеки у пострадянський період 1991-2011 рр. / Б.С. Левик // Аналітично-інформаційний журнал «Схід» (економіка, історія, філософія). ISSN 1728-9343/. Донецьк: Український культурологічний центр, ТОВ «Східний видавничий дім», 2015. № 1 (133). С. 75-83.
36. Левик Б.С. Військово-політичні наслідки російсько-української війни 2014-2015 рр. / Б.С. Левик // Аналітично-інформаційний журнал «Схід» (економіка, історія, філософія). ISSN 1728-9343/. Донецьк: Український культурологічний центр, ТОВ «Східний видавничий дім», 2015. № 3 (135). С. 33–38.
37. Левик Б.С. Зміна геополітичного вибору незалежної України (сучасний історичний аспект). / Б.С. Левик // Аналітично-інформаційний журнал «Схід» (економіка, історія, філософія). ISSN 1728–9343/. Донецьк: Український культурологічний центр, ТОВ «Східний видавничий дім», 2016. № 4 (144). С. 57-61.
38. Левик Б.С. Підпільна антирадянська діяльність студентів Національного університету «Львівська політехніка» в перші повоєнні роки (1944-1953 рр.) / Б.С. Левик // Аналітично-інформаційний журнал «Схід» (економіка, історія, філософія). ISSN 1728-9343/. Донецьк: Український культурологічний центр, ТОВ «Східний видавничий дім», 2017. № 1 (147). С. 77-83.
39. Левик Б.С. Єврейське питання у Східній Галичині ХІІІ-ХХІ ст. ст. – сучасний історико-культурний вимір. / Б.С. Левик // Аналітично-інформаційний журнал «Схід» (економіка, історія, філософія). ISSN 1728–9343/. Донецьк: Український культурологічний центр, ТОВ «Східний видавничий дім», 2017.  № 2 (148). С. 36-43.
40. Левик Б.С. Основні законодавчі документи Павла Скоропадського (29 квітня -14 грудня 1918 р.) Історико-правовий аналіз / Б.С. Левик // Аналітично-інформаційний журнал «Схід» (економіка, історія, філософія). ISSN 1728-9343/. Донецьк: Український культурологічний центр, ТОВ «Східний видавничий дім», 2017. № 4 (150). С. 69-73.
41. Левик Б.С. Станислав Фризе, науковець Львівської політехніки в матеріалах НКДБ за січень-серпень 1945 р. / Б.С. Левик // Аналітично-інформаційний журнал «Схід» (економіка, історія, філософія). ISSN 1728-9343/. Донецьк: Український культурологічний центр, ТОВ «Східний видавничий дім», 2017.  № 5 (151). С.51-55.
42. Левик Б.С. Національна армія Павла Скоропадського в задумах та реальності (квітень-грудень 1918 р.) / Б.С. Левик // Аналітично-інформаційний журнал «Схід» (економіка, історія, філософія). ISSN 1728-9343/.  Донецьк: Український культурологічний центр, ТОВ «Східний видавничий дім», 2018. № 2 (154). С. 93-100.
43. Левик Б.С. Операція «Вісла» («Схід») у документах польських спецслужб 1947 р. (історико-правовий аналіз). Суспільно-історична та політико-правова оцінка тотального виселення українців з етнічних земель Лемківщини, Надсяння, Холмщини, Підляшшя, Любачівщини, Західної Бойківщини у 1944-1951 рр. Зб. наук. праць.Львів, Левада. 2018. 320 с. (С. 119-129).
44. Levyk Bohdan. Lviv Achievements of Armenian Julian Oktawian Zacharievicz. Skhid No. 2 (160), March-April 2019, s.25-31.
45. Levyk Bohdan, Skorniewski Mariusz. The armenias of Lviv in the scientific studies, written and sacral records. Skhid No. 4 (162), Juli-August 2019, s. 60-67.
46. Levyk Bohdan, Skorniewski Mariusz. «The case of fouteen» and the polish anti-soviet underground in Lviv 1939-1941. Skhid No. 6 (164), November-Desember 2019, s.16-22.
47. Levyk Bohdan, Skorniewski Mariusz. The Armenians of Lviv in management of the polis underground organization “Union of armed Struggle” in 1939-1940-s. Skhid No. 2 (166), Marcz-April 2020, 78-86.
48. Левик Б., Кривизюк Л. Аналітика цінності суспільно-політичних процесів на прикладі міжнародної військової співпраці Збройних Сил України у безпековому і оборонному просторі. Levyk B., Kryvyzyuk L. Analysis of the value of socio-political processes on the example of international military cooperation of the armed force of Ukraine in security and defense space. Науковий часопис Національного педагогічного університету імені Драгоманова. Серія 7. Релігієзнавство. Культурологія. Філософія: [зб.наукових праць]. Київ: Вид-во НПУ імені М.П. Драгоманова, 2020. 294 с. С. 271-280.
49. Levyk, B., Aleksandrova, O., Khrypko, S., & Iatsenko, G. (2020). Geo-policy and Geo-psychology as Cultural Determinants of Ukrainian Religion, Mentality, and National Security. Journal of History Culture and Art Research, 9 (3), 217-225. doi:http://dx.doi.org/10.7596/taksad.v9i3.2761. URL: http://kutaksam.karabuk.edu.tr/index.php/ilk/issue/view/46.
50. Levyk Bogdan. National Security Transformation in the Context of Postmodernism as Modern Cultural, Social, and Political Reality Journal of History Culture and Art Research (ISSN:2147-0626) Tarih Kültür ve Sanat Araştırmalar ı Dergisi Vol. 9, No. 4, December, 2020. doi:http://dx.doi.org/10.7596/taksad.v9i4.2810.
51. Bogdan Levyk, Leonid Kryvyzyuk, Military Cooperation of Ukraine – The guarantee of Statehood.  Authority and society. (History, Theory, Practice).”. Тбілісі, № 4 (56). 2020. С. 111-121.
52. Левик Богдан. Професор Юліан Захарієвич - вірменин Львова.Ukraincy i ich sasiedzi na przestrzeni wiekow. Ukrainskie Towarzystwo Historycznt w Polsce. Akademia Pomorska w Slupsku. Slupsk-Warszawa. 2020. s. 528-537. (543 s.)
53. Левик Б. Національна армія Павла Скоропацького в задумах та реальності (квітень-грудень 1918 рр.). Наша спадщина. Львів. 2021. № 3. С.43-48. № 4. С.45-47.
54. Левик Богдан. Громадянське суспільство Західної України та Європи в контексті подій українського Голодомору 1932-1933 років. Схід. Том 5 (1). 2023. Регіональний дискурс історії України. С. 51-56. Bohdan Levyk (ORCID 0000-0001-5100-0834). Civil society of Western Ukraine and Europe in context of the Ukrainian Holodomor events of 1932-1933, Skhid (EAST), 2023, Vol,5. Issue 1. 51-56.
55. Levyk, B., Kolinko, M., Khrypko, S., & Iatsenko, G. (2021). FUTUROLOGY OF SEPARATISM AND NATIONAL SECURITY: BEING VS DISSIPATION . Postmodern Openings, Vol. 12 No. 2 (2021).  DOI: https://doi.org/10.18662/po/12.2/303.  URL: https://lumenpublishing.com/journals/index.php/po/article/view/3268. Опубликовано: 2021-07-01.  Левик Б., Колінько М., Хрипко С., Яценко Г. (2021 г.). Футурологія сепаратизму і національна безпека: буття проти розсіювання.   Постмодерні відкриття, 12 (2), 2021.  DOI: https://doi.org/10.18662/po/12.2/303.  URL: https://lumenpublishing.com/journals/index.php/po/article/view/3268.  Опубликовано: 2021-07-01.
56. 56. Leonid KRYVYZYUK, Bohdan LEVYK, Svitlana KHRYPKO, Alla ISHCHUK/ (2021). The Phenomenon of National Security within Postmodern Cultures: Interests, Values, Mentality.   DISSIPATION. Postmodern Openings, Vol. 12 No. 3. (2021), page 77-95.   DOI: https://doi.org/10.18662/10.18662/po/12.3  URL: https://lumenpublishing.com/journals/index.php/po/issue/view/12-3_2021.  Опубликовано: 10.08.2021.   Леонід Кривизюк, Богдан Левик, Світлана Колінько, Алла Іщук (2021).  Феномен національної безпеки в постмодерних культурах: інтереси, цінності, менталітет.  Постмодерні відкриття. № 3, 2021, С. 77-95.  DOI: https://doi.org/10.18662/10.18662/po/12.3  URL: https://lumenpublishing.com/journals/index.php/po/issue/view/12-3_2021.  Опубликовано: 10.08.2021.
57. 57. Levyk Bogdan, Mariia Maletska, Svitlana Khrypko, Kryvyzyuk Leonid, Dobrodum Olga, Katerina Pasko. Videogames in Cybersecurity: Philosophical and Psychological Review of Possible Impact. IJCSNS International Journal of Computer Science and Network Security, VOL. 21 No.7, July 2021. S. 249-256.  URL: http://paper.ijcsns.org/07_book/202107/20210729.pdf   Опубліковано: 29.07.2021.
58. 58. Левик Б. Національна армія Павла Скоропацького в задумах та реальності (квітень-грудень 1918 рр.). Наша спадщина. Львів. 2021. № 3. С.43-48. № 4. С.45-47.
59. 59.  Левик Богдан. Формування військово-оборонного комплексу незалежної України 1991-2013 років: стратегічна невизначеність. Росія-Україна: зради, союзи, війни. Відп. редактор М. Литвин. Інститут українознавства ім. І. Крип’якевича НАНУ. Львів. Видавництво «Астон».  2022. С. 686-724. (797 с.
60. 60. Левик Богдан. Громадянське суспільство Західної України та Європи в контексті подій українського Голодомору 1932-1933 років. Схід. Том 5 (1). 2023. Регіональний дискурс історії України. С. 51-56. Bohdan Levyk (ORCID 0000-0001-5100-0834). Civil society of Western Ukraine and Europe in context of the Ukrainian Holodomor events of 1932-1933, Skhid (EAST), 2023, Vol,5. Issue 1. 51-56.
61. 61. Левик Богдан. Діяльність професора Львівської політехніки Зигмунда Клеменсевича: матеріали Наркомату внутрішніх справ УРСР 1940 року. Україна –Польща: історична спадщина і суспільна свідомість / гол. ред. Микола Литвин; НАН України, інститут українознавства ім. І. Крип’якевича. Львів, 2024. Вип. 17. 318 с. (С. 155–170).
62. 62. Левик Богдан. Формування військово–оборонного комплексу незалежної України 1991–2013 років: стратегічна невизначеність. Наукове видання. Росія–Україна: зради, союзи, війни / від. ред. М. Литвин. 2-ге вид., Львів Тернопіль: «Лібра Терра», 2024. 798 с. (С. 687–724).  62. Левик Богдан. Від депортації лісників – до репресій наукової інтелігенції: політика тоталітарної влади щодо польського населення у Львові (1939–1941). Колективна монографія.
63. 63. Левик Богдан. Початок українсько-російської війни (2014 р.), незасвоєні уроки. Російсько-українська війна (лютий 2014–лютий 2024): простір екзистенційних запитань і пошук відповідей.  Державна наукова установа «Енциклопедичне видавництво». Київ. 2024. С. 60–68.

Конференції (опубліковані тези доповідей)
1. Левик Б. С. Проблемні засади лівих та лівоцентристських партій: аналіз, перспективи, прогноз, пропозиції. / Б. С. Левик // Тези доповіді на міжнародній науково-практичній конференції «Перспективи демократичного соціалізму в контексті загальноєвропейських і світових тенденцій.» — К.: — 17-18 жовтня 2008. — С.116—121.
2. Левик Б. С. Військове озброєння Литовської республіки 1991–2011 рр. Матеріали доповідей науково-практичної конференції «Сухопутні війська Збройних Сил України: історія, сучасність, розвиток (до 20-річчя Збройних Сил України). МО України. Академія Сухопутних військ імені гетьмана Петра Сагайдачного. 24 листопада 2011 р., м. Львів. Секція 1. Історія розвитку озброєнь. С. 87–91.
3. Левик Б. С. Військова історія у системі забезпечення національної безпеки та оборони України. Матеріали Всеукраїнської наукової конференції «Актуальні проблеми соціально-гуманітарних наук». Частина ІІ. Дніпропетровський національний університет імені Олеся Гончара. Факультет суспільних наук і міжнародних відносин. 17 грудня 2011 р. м. Дніпропетровськ. Секція: Проблеми та перспективи історичної науки в Україні. — 156 с.
4. Левик Б. С. Військова безпека у захищених дисертаційних роботах за спеціальністю військова історія у Національному університеті «Львівська політехніка» 1992–2011 рр. Матеріали Всеукраїнської наукової військово-історичної конференція «Воєнна історія середньої Наддніпрянщини». Науковий збірник. Міністерство оборони України. Національний військовий музей збройних сил України. Національний університет оборони України. Київ. 15 березня 2012 р. — 809 с. (С. 777–783).
5. Левик Б. С. Військова політика незалежної України: історико- проблемний аналіз. Матеріали Запорізької секції І Всеукраїнської науково-практичної конференції «Придніпровські соціально-гуманітарні читання». Проблеми та перспективи історичної науки в Україні. 11 квітня 2012 р. Частина ІІІ. Запоріжжя. Придністровський науковий центр Національної академії наук України і Міністерства освіти та науки України, Дніпропетровський національний університет імені Олеся Гончара. Дніпропетровськ. 2012. — С. 121–125.
6. Левик Б. С. Значення особистості дослідника в історії незалежної України. Матеріали Другої всеукраїнської наукової конференції «Досягнення соціально-гуманітарних наук в сучасній Україні». Частина ІІІ. 28 квітня 2012 р. Дніпропетровський національний Університет імені Олеся Гончара. Факультет суспільних наук і міжнародних відносин. Дніпропетровськ: ТОВ «Інновація», 2012 — С. 48–50.
7. Левик Б. С. Безпековий вибір незалежної України. Міжнародна науково-практична конференція «Міжнародні відносини та інтеграційні проекти на пострадянському просторі». Частина І. 18-19 травня 2012 р. м. Дніпропетровськ. Національний університет імені Олеся Гончара. Факультет суспільних і міжнародних відносин. Дніпропетровськ. 2012. — С.110—113.
8. Левик Б. С. Становлення Збройних Сил України 1991 — 1992 рр. (за матеріалами Галузевого державного архіву Міністерства оборони України). Кіровоградська сесія І Всеукраїнської науково-практичної конференції «Придніпровські соціально-гуманітарні читання». 15 червня 2012 р. м. Кіровоград, Кіровоградський державний педагогічний університет імені Володимира Винниченка. Частина ІІ. Історичний досвід України: держава, економіка, люди. — С. 14–16.
9. Левик Б. С. Україна і Росія — сучасний військово-історичний вимір. Всеукраїнська науково-практична конференція «Зовнішньополітична та військова агресія Росії щодо незалежної України в ХХ ст.: історія та сучасність». 19 червня 2012р. Львів. Національний університет «Львівська політехніка», Інститут гуманітарних і соціальних наук, кафедра історії України та етнокомунікацій.
10. Левик Б. С. Зарубіжні спецоперації Радянської армії в період «холодної війни». Матеріали Міжнародної наукової військово-історичної конференції «Холодна війна»: історія та уроки (1946–1991)«. Крим, м. Севастополь, НВІМУ, Військово-морський музейний комплекс «Балаклава». 4-5 жовтня 2012 р. Севастополь — С. 105–109.
11. Левик Б. С. Критерії оцінки військової безпеки України. Перша Всеукраїнська науково-практична конференція з міжнародною участю «Придніпровські соціально-гуманітарні читання». І сесія. Запорізька обл. м. Бердянськ. 22 вересня 2012 р. Бердянський державний педагогічний університет: у 5-ти частинах. — Д.: ТОВ «Інновація», 2012. — ч. 5. — С.192 —196.
12. Левик Б. С. Участь пострадянських республік в міжнародних миротворчих операціях ООН та НАТО. Матеріали доповідей. Міжвузівська науково-практична конференція «Сухопутні війська Збройних Сил України: 20 років миротворчої діяльності». м. Львів. 25 жовтня 2012 р. МО Академія Сухопутних військ Збройних Сил України ім. гетьмана Петра Сагайдачного. С. 75–78.
13. Левик Б. С. Становлення воєнної науки і освіти незалежної України. Матеріали Другої всеукраїнської наукової конференції «Сучасні соціально-гуманітарні дискурси». Частина ІІІ. 20 жовтня 2012 р. Дніпропетровський національний університет імені Олеся Гончара. Факультет суспільних наук і міжнародних відносин. Дніпропетровськ: ТОВ «Інновація», 2012. С. 149–153.
14. Левик Б. С. Захист національних інтересів України у воєнній сфері у перші роки незалежності. Матеріали Криворізької сесії І Всеукраїнської науково-практичної конференції "Придніпровські соціально-гуманітарні читання«.(м. Кривий Ріг, 24 листопада 2012 р.): у 5-ти частинах. Частина ІІ. Придністровський науковий центр НАН України і МОН України. Д.: ТОВ «Інновація», 2012. Ч. 2. — 190 с. ( С. 87–89).
15. Левик Б. С. Християнсько-моральні основи об’єднавчих процесів в Україні / Б. С. Левик // Тези виступу на міжнародній філософській конференції «Європа: об’єднавчі процеси та християнські цінності». — Український католицький університет. — Львів.: 27–28 лютого 2009.
16. Левик Б. С. Проблеми національної безпеки України в гуманітарній сфері / Б. С. Левик// Тези виступу. Дніпропетровська сесія ІІ Всеукраїнської науково-практичної конференції «Придніпровські читання». Частина IV. Секція «Історичний досвід: держава, економіка, люди». м. Дніпропетровськ: ТОВ «Інновація», 22 лютого 2013 р. — С.27—29. ( 115 с.).
17. Левик Б. С. Зниження обороноздатності України. Матеріали ІІІ Всеукраїнської наукової конференції з міжнародною участю «Досягнення соціально-гуманітарних наук в сучасній Україні». м. Сімферополь, Республіка Крим. Сімферополь — Дніпропетровськ. 26 квітня 2013 р.: у 4-х частинах. Частина третя. — . Д.: ТОВ «Інновація», 2013. — 194 с. (С. 75–76.).
18. Левик Б. С. Роль НАТО на пострадянському просторі. Всеукраїнська науково-практична конференція з міжнародною участю «Науковий діалог «Схід—Захід». 10 липня 2013 р., м. Кам’янець-Подільський (Хмельницька область): у 4-х частинах. — Д.: ТОВ «Інновація», 2013. — ч. 3. — С. 43 —46, (224 с.).
19. Левик Б. С. Участь незалежної України у європейській безпеці. Друга Всеукраїнська науково-практична конференція «Науковий діалог «Схід—Захід». м. Бахчисарай (АР Крим) 12 жовтня 2013 р.: у 4 частинах. — Д.: ТзОВ «Інновація», 2013. — ч. 3. — 240 с. (С.118—122).
20. Левик Б. С. Незалежність України у контексті російських національних інтересів у пострадянський період (за матеріалами дослідників Російської Федерації). Матеріали Третьої всеукраїнської наукової конференції «Актуальні проблеми соціально-гуманітарних наук». (м. Дніпропетровськ. 20 грудня 2013 р.): у 5-ти частинах. — Д.: ТОВ «Інновація», 2013. — ч. 2 — 172 с. ( С. 103–106).
21. Левик Б. С. Центральноазіатські нові незалежні країни — «біла пляма» всесвітньої історії пострадянського періоду. Матеріали Третьої всеукраїнської наукової конференції «Актуальні проблеми соціально-гуманітарних наук». (м. Дніпропетровськ. 24 грудня 2013 р.): у 5-ти частинах. — Д.: ТОВ «Інновація», 2013. — ч. 1 — 200 с. ( С. 141–143).
22. Левик Б. Геополітична орієнтація сучасного українця. Матеріали Четвертої Всеукраїнської науково-практичної конференції «Сучасні соціально-гуманітарні дискурси». м. Дніпропетровськ. 22 березня 2014 р.: у 3-х частинах. — Д.: ТОВ «Іновація», 2014 — ч. 2 — 200 с. (С. 132— 139).
23. Левик Б. С. Геополітична орієнтація: національні інтереси Росії на пострадянському просторі. Матеріали Всеукраїнської науково-практичної конференції «Формування основних напрямків соціогуманітарних наук». м. Дніпродзержинськ. 11–12 квітня 2014 р. — Дніпродзержинськ: ДДТУ, 2014. — 150 с. ( С. 74–76).
24. Левик Б. С. Військові Туреччини на Галичині під час Першої світової війни у період 10 липня 1916 — 26 вересня 1917 рр. Збірка матеріалів Міжнародного наукового форуму «Перша світова війна у військово-історичному вимірі (до 100 річчя події)». 26–28 червня 2014 р. — Львів: АСВ, 2014. — 211 с. (С. 98–101).
25. Левик Б. С. Пріоритетні питання воєнної безпеки України на даний момент. Матеріали ІІІ Всеукраїнської науково-практичної конференції з міжнародною участю «Придніпровські соціально-гуманітарні читання». (м. Кіровоград. 16 травня 2014 р.): у 3-х частинах. — Д.: ТОВ «Інновація», 2014. — ч. 1. — 144 с. (С. 59–62).
26. Левик Б. С. Оборонна політика незалежної України на початку ХХІ ст. Матеріали Третьої Всеукраїнської науково-практичної конференції з міжнародною участю «Науковий діалог «Схід — Захід». (м. Камянець-Подільськ. 7 червня 2014 р.) : у 4-х частинах. — Д. : Видавництво «Інновація», 2014. — Ч. 2. — 176 с. (С. 21–24).
27. Левик Б. С. Геополітичне становище посткомуністичної Росії. Матеріали Четвертої всеукраїнської наукової конференції «Актуальні проблеми соціально-гуманітарних наук». (м. Дніпропетровськ. 15 липня 2014 р.): у 2-х частинах. — Д.: ТОВ «Інновація», 2014. — ч.2. — С.126—129
28. Левик Б. С. Перспективи Балто—Чорноморського регіону. Матеріали ІІІ Всеукраїнської науково-практичної конференції з між нар. участю «Придністровські соціально-гуманітарні читання» (м. Дніпропетровськ. 29 листопада 2014 р.) : у 4-х частинах. — Д.: ТОВ «Інновація», 2014. — ч.2.— 184 с.— (ч. 2.— С. 41–46).
29. Левик Б. С. Геополітичні перспективи Російської Федерації на початку ХХІ ст. Матеріали Другої науково-практичної конференції «Розвиток соціально-гуманітарної освіти і науки в контексті модернізації вищої школи» (м. Дніпропетровськ. 26 грудня 2014 р.): у 2-х частинах. Д.: ТОВ «Інновація», 2015. — ч. 2.— 140 с. ( С. 14–20).
30. Левик Б. С. Військово-політичний потенціал сучасної Польщі, як можливого партнера у регіональній системі безпеки. Матеріали П’ятої всеукраїнської науково-практичної конференції з міжнародною участю «Сучасні соціально-гуманітарні дискурси». (м. Дніпропетровськ, 21 березня 2015 р.): у 5 частинах. — Д.: ТОВ «Інновація», 2015. — ч.1. — 208 с. (С. 186–190).
31. Левик Б. С. Українське питання на Мюнхенській конференції. Матеріали ІІ Всеукраїнської науково-практичної конференції «Розвиток основних напрямків соціогуманітарних наук: проблеми та перспективи». (м. Дніпродзержинськ. 14-15 травня 2015 р.):— Дніпродзержинськ: ДДТУ, 2015. — 75 с. (С. 39-41).
32. Левик Б. С. Геополітичний вибір пострадянських країн. Матеріали Четвертої всеукраїнської науково-практичної конференції з міжнародною участю «Науковий діалог «Схід-Захід». (м. Кам’янець-Подільський, 25 травня 2015 р.): у 2-х частинах. — Д.: Видавництво «Інновація», 2015. — Ч. І.— 188 с. (С. 132-135).
33. Левик Б. С. Військово-політичні наслідки російсько-української війни 2014-2015 рр. Матеріали Всеукраїнської наукової військово-історичної конференції «Анексія Автономної республіки Крим і війна на Донбасі. 2014-2015 рр.». ( м. Київ, 23 вересня 2015 р.) / Нац. військово-історичний муз. України. — К., 2015. — 301 с. (С. 185-189).
34. Левик Б. С. Геополітичний вибір Туреччини у період новітньої доби. Матеріали 5-ї Всеукраїнської наукової конференції «Актуальні проблеми соціально-гуманітарних наук». ( м. Дніпропетровськ, 28 серпня 2015 р. ):у 2-х частинах — Д.:ТОВ «Інновація», 2015. —. 2. — 172 (С. 68-74).
35. Левик Б. С. Військово-політичні наслідки українсько-російського конфлікту на Сході України. Матеріали Другої Всеукраїнської наукової військово-історичної конференції «ВІЙНА НА ДОНБАСІ. 2014-2016 рр.» м. Київ. 17 квітня 2017 р.
36. Левик Б. С. Євреї Львова: культурно-історична спадщина. IV Міжнародна науково-практична конференція «Міжкультурний простір міста: пам'ять, спадщина, діалог». м. Львів. 21-22 квітня 2017 р.
37. Левик Б. С. Військові Туреччини на Галичині під час Першої світової війни у період 10 липня 1916 – вересень 1917 рр. IV Міжнародна науково-практична конференція «Міжкультурний простір міста: пам'ять, спадщина, діалог». м. Львів. 21-22 квітня 2017 р.
38. Левик Б. С. Основні психоаналітичні висновки роботи Стефана Балея «З психології творчості Шевченка». Матеріали другої наукової конференції «Західноукраїнська психологія вчора і сьогодні, присвячена С. Балею, О. Кульчицькому, Я. Цурковському». Львів. 12 березня 2018 р. Журнал Психологічні виміри культури, економіки, управління. Львів. – Випуск ХІ. 2018 – 432 с. (С.13–20).
39. Левик Б. С. Антирадянська молодіжна націоналістична єврейська організація «Союз єврейської молоді» – СЄМ у документах УМДБ по Львівській області 1948-1949 рр. Львів. 8 червня 2018 р. Всеукраїнська наукова конференція «Великий терор і масові репресії в Україні (1920-1950 рр. ХХ ст.)». Матеріали конференції.
40. Левик Б. С. Операція «Вісла» («Схід») у документах польських спецслужб 1947 р. (історико-правовий аналіз). Львів. 7 вересня 2018 р. Матеріали міжнародної науково-практичної конференції «Суспільно-політична та політико-правова оцінка тотального виселення українців з етнічних земель Лемківщини, Надсяння, Холмщини, Підляшшя, Любачівщини, Західної Бойківщини у 1944-1951 рр.». – С. 119-129.
41. Левик Б. С. Місце України в сучасній архітектурі європейської безпеки: реальність та перспективи. Львів. 18-19 жовтня 2018 р. Міжнародна наукова конференція «Виклики політики безпеки: історія і сучасність». Збірник тез доповідей. Львів: НАСВ, 2018. – 255 с. (С. 5-6).
42. Левик Б. С. Безпека України в аналізі і перспективі. Львів.19-20 листопада 2018 р. Міжнародний конгрес «Науковий потенціал Західного регіону України у контексті міжнародного співробітництва: сучасний стан і перспективи розвитку» (На відзначення 100-річчя Національної академії наук України). Міжнародний науковий круглий стіл-дискусія «Україна та сусіди: історична спадщина, геополітичні ризики і перспективи. Західний науковий центр НПН України і МОН України.
43. Левик Б. С. Професор, архітектор, ректор Юліан Октавіан Захарієвич – вірменин Львова? Перемишль. Український Дім. 10-11 травня 2019 р. І міжнародна наукова конференція «Українці та їх сусіди протягом віків: політика, економіка, релігія, культура і щоденне життя. Українське історичне товариство в Польщі. Збірник наукових статей.
44. Левик Б. Ліквідація Вірменської католицької церкви у Львові 1946 року НКВС-НКДБ СРСР. Ukraińcy i ich sąsiedzi na przestrzeni wieków: polityka, gospodarka, religia, kultura i zycie codzienne. Pod redakcja Romana Drozda, Bohdana Halczaka. Ukraińskie Towarzystwo Historyczne w Polsce. Akademia Pomorska w Slupsku. Slupsk-Warszawa. 2021. T.ІІ. 712 s. (S. 583-596).
45. Левик Богдан. Симон Візенталь та його львівський період 1932-1940 років. Ukraińcy i ich sąsiedzi na przestrzeni wieków: polityka, gospodarka, religia, kultura i zycie codzienne. Pod redakcja Romana Drozda, Bohdana Halczaka. Ukraińskie Towarzystwo Historyczne w Polsce. Akademia Pomorska w Slupsku. Slupsk-Warszawa. 2022. T.ІІІ. 537 s. (S. 501-510).
46. Левик Богдан. Відгомін Голодомору 1932-1933 рр. на Галичині (історико-правовий аспект). ІV Міжнародна наукова конференція «Українці та їх сусіди протягом віків: політика, економіка, релігія, культура і щоденне життя». Перемишль. Польща. Український Дім. 15-17 вересня 2023 року.
47. Левик Богдан. Початок українсько-російської війни (2014), незасвоєні уроки. Всеукраїнська наукова конференція «Війна Росії проти України (лютий 2014 – лютий 2024 рр.). Рецепція війни. 21 лютого 2024 р. м. Київ.
48. Левик Богдан. Політичні репресії проти наукової спільноти Львова, 1944–1946 роки, на прикладі Львівського політехнічного інституту. Міжнародна наукова конференція «Депортація на українсько-польському пограниччі середини ХХ століття як злочин тоталітарних режимів проти людяності». 5 вересня 2024 року. Львів. Історичний музей.